# 三笑亭楽翁
2代目 三笑亭 楽翁（さんしょうてい らくおう、生年不詳 - 1847年10月11日〈弘化4年9月3日〉）は、落語家。本名不詳。
初代可楽門下。江戸における初代斎藤太郎左衛門（または西東太郎左衛門）、独立して臼井杵蔵、再び可楽門下で談州楼芝楽（または三笑亭芝楽）、初代翁屋さん馬を経て初代没後の1834年 - 1835年ころに二代目襲名。晩年は楽翁となった。住んでいた場所から「中橋の可楽」と呼ばれた。墓所は青山持法寺。

## 門下
- 翁屋芝楽
- 初代七昇亭花山文
- 初代三笑亭可重
- 初代立川善馬
- 3代目三笑亭可楽
- 初代桂文楽
- 昔々亭桃流
- 2代目翁屋扇馬
- 翁屋勇馬
- 翁坊楽丸
- 4代目三笑亭可楽